# Justinas Staugaitis
Justinas Staugaitis est un homme politique et prêtre catholique lituanien né le 14 novembre 1866 à Tupikai, dans la municipalité de Šakiai, et mort le 8 juillet 1943 à Telšiai. En février 1918, il est l'un des vingt signataires de la déclaration d'indépendance de la Lituanie.
Il est le premier évêque de Telšiai, de 1926 à sa mort.